# Eremochrysa (Eremochrysa) punctinervis
Eremochrysa (Eremochrysa) punctinervis is een insect uit de familie van de gaasvliegen (Chrysopidae), die tot de orde netvleugeligen (Neuroptera) behoort. 
Eremochrysa (Eremochrysa) punctinervis is voor het eerst wetenschappelijk beschreven door McLachlan in 1869.